# Atahualpa
Atahualpa (Cusco, 20 marzo 1497 – Cajamarca, 29 agosto 1533) è stato il tredicesimo e ultimo sovrano del Tahuantinsuyo, o Impero Inca, prima della conquista spagnola.
Giunse al potere dopo aver sconfitto il fratellastro Huáscar nella guerra civile scoppiata dopo la morte del padre Huayna Cápac, colpito da una malattia infettiva (probabilmente vaiolo). Regnante de facto dal 1532 al 1533, non può essere propriamente considerato un Qhapaq Inca (imperatore), dal momento che non ottenne la carica né in seguito a una eredità diretta, né per una sorta di abdicazione a suo favore da parte del suo predecessore. È famoso soprattutto per il riscatto che promise a Francisco Pizarro in cambio della sua liberazione: un volume di oro e argento pari a quello della stanza dove era rinchiuso. Tuttavia, il riscatto non giunse in tempo e Atahualpa venne giustiziato, dopo essersi battezzato in extremis (sotto  promessa di commutazione della condanna al rogo in uccisione per strangolamento).

## Ascendenza di Atahualpa
Secondo Garcilaso Inca de la Vega, le cui conclusioni sono state confermate da Agustín de Zárate e da Francisco López de Gómara, Atahualpa era figlio di Huayna Cápac e di Pacha, l'erede al trono di Quito (capitale dell'attuale Ecuador) dove, sempre secondo tale leggenda, sarebbe nato.
Poiché la principessa Pacha era la figlia legittima dell'ultimo sovrano del regno di Quito, il defunto Cacha Duchicela, sconfitto da Huayna Capac, Atahualpa sarebbe stato, per parte di madre, il legittimo erede dei territori del Nord dell'impero.
Questa versione è oltremodo apprezzata dai moderni storici ecuadoriani che hanno fatto di Atahualpa un eroe nazionale, ma non trova altrettanti consensi tra i più accreditati studiosi di storia incaica.
Secondo la maggior parte dei cronisti spagnoli, con in testa Sarmiento de Gamboa e Juan Diez de Betanzos, Atahualpa era invece figlio di Huayna Cápac e di Palla Coca, una principessa di Cuzco, la capitale dell'impero incaico, dove il principe avrebbe visto la luce. La madre proveniva forse dalla prestigiosa famiglia Panaca detta Hatun Ayllo, fondata dal nono sovrano della dinastia, il famoso Pachacútec.
Cieza de León, da parte sua, afferma che il principe era nato a Cuzco ma gli attribuisce come madre una concubina di Huayna Capác, nativa del Nord dell'Impero, indicata genericamente come una "quillaco", epiteto, piuttosto dispregiativo, che gli Inca riservavano agli abitanti della regione di Quito. Questo autore, di solito molto attendibile, ha però attinto le sue informazioni da alcuni nobili del Cuzco ostili ad Atahualpa.
L'ipotesi di Betanzos sembra quella maggiormente accreditata, data la posizione dell'autore: egli infatti aveva sposato una principessa inca, già promessa sposa di Atahualpa. Per suo tramite aveva accesso alle informazioni più riservate sulla genealogia del defunto sovrano.

La sua versione è del resto confermata da Sarmiento de Gamboa, altro illustre cronista che aveva concorso a stilare le famose Informaciones, raccolte direttamente presso gli indigeni, dal viceré Francisco de Toledo, per conto della Corona spagnola.
Inca de La Vega fornisce di Atahualpa il ritratto di un uomo sanguinario che, per ambizione di potere, uccise con determinazione un grande numero di parenti di sangue reale, tra fratelli, zii e nipoti.

## Il giovane Atahualpa
Atahualpa, comunque, se ne andò da Cuzco assieme al padre, all'età di circa 10 anni e si trasferì a Quito, partecipando alle numerose campagne militari che si svolsero nel Nord del paese.
Molti dei territori conquistati da Tupac Inca Yupanqui, lungi dall'essere assimilati all'impero, alla morte di questo sovrano si erano, di fatto, sottratti all'autorità degli Inca e andavano nuovamente assoggettati. Furono necessarie numerose campagne militari per fissare definitivamente le frontiere dell'impero, al confine Nord.
Il giovane Atahualpa ebbe modo di provare la sua attitudine al comando militare in diverse occasioni. Conobbe anche la sconfitta e, in una occasione fu salvato, in extremis, dall'intervento provvidenziale di una armata di rincalzo, comandata da Huayna Cápac in persona, ma per coraggio e determinazione si impose all'ammirazione dei soldati e ne conquistò la fiducia e l'affetto.
Durante queste campagne frequentò e apprese gli insegnamenti dei più stimati generali dell'esercito Inca e seppe guadagnarsene la stima in posizione di reciprocità. Tre di questi, in special modo, Quizquiz, Chalcochima e Rumiñahui, si legheranno a lui incondizionatamente e saranno i pilastri dei suoi futuri successi.

## Successione al Regno

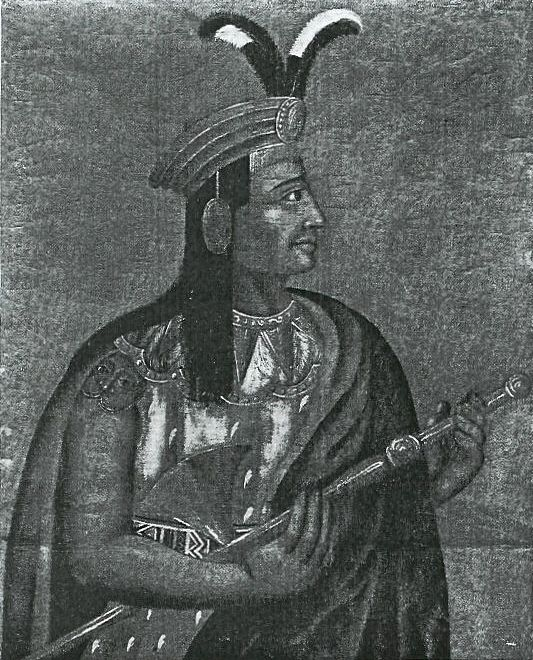
Ritratto di Atahualpa, dipinto dal vivo da un soldato spagnolo

Alla morte di Huayna Cápac si presentò drammaticamente il problema della successione.
L'anziano imperatore, contrariamente ai suoi predecessori, non aveva associato alla conduzione dell'impero nessuno dei potenziali eredi. Colpito, sembra, da un'epidemia di vaiolo aveva indicato come successore Ninan Cuyuchi, il maggiore dei suoi figli, ma questo principe sopravvisse al defunto imperatore solo pochi giorni, stroncato dalla stessa mortale malattia.
Huáscar, già residente a Cuzco, era diventato l'erede legittimo, ma Atahualpa, che aveva il favore dei militari, avanzava pretese sui territori del regno di Quito che, asseriva, gli erano stati affidati dal padre e che non aveva alcuna intenzione di abbandonare.
Le spoglie di Huayna Cápac furono condotte nella capitale per esservi inumate con la consueta pompa riservata agli imperatori defunti, ma tra i dignitari che accompagnavano il corteo funebre non figurava Atahualpa. Il figlio del re, paventando un pericolo per la sua vita, aveva preferito restare a Quito, circondato dagli eserciti fedeli.

A Cuzco le sue rivendicazioni furono sostenute dalla potente famiglia imperiale della madre, Hatun Ayllo, ma ancor più trovarono appoggio nella minacciosa presenza degli eserciti del Nord, che si erano pronunciati a suo favore.
Senza spargimento di sangue si giunse ad una tacita spartizione dell'impero, che vide il Regno di Quito reggersi autonomamente, sotto l'autorità, solo formale, di Cuzco.
Lo status quo si mantenne per alcuni anni, ma Huascar si dimostrava sempre più insofferente per la limitazione della sua autorità, malgrado Atahualpa avesse evitato di compiere atti che potessero pregiudicare in qualche modo la situazione.
Il sovrano di Cuzco era probabilmente sobillato dalla fazione aderente alla Panaca Capac Ayllo, la famiglia di Tupac Inca Yupanqui, da sempre nemica acerrima di quella dell'Hatun Ayllo, schierata con Atahualpa.
Probabilmente alla determinazione del suo agire concorsero anche le mire del capo della nazione Cañari, uno stato cuscinetto al confine tra le zone di influenza dei due fratelli, che ambiva a riguadagnare la propria indipendenza e che alimentava ogni sorta di provocazione tra entrambi i contendenti.
La crisi si determinò quando Atahualpa inviò una delegazione alla corte del fratello, per assicurare la propria fedeltà, ma anche per richiedere una maggiore indipendenza.

I suoi incaricati portavano importanti doni ma Huascar, irato, li fece a pezzi e, proferendo accuse insensate, tacciò i dignitari di tradimento, pretendendo una confessione.
Alle loro sdegnate proteste reagì facendoli dapprima sottoporre alla tortura e, successivamente, condannandoli alla pena capitale.
Uno di loro, risparmiato allo scopo, doveva raggiungere Atahualpa intimandogli di recarsi subito al Cuzco, pena la morte, e doveva consegnargli, per sommo spregio, un dono singolare: degli abiti femminili da indossare all'atto del suo ingresso nella capitale.
Era la guerra, che scoppiò quando Atahualpa vide arrivare il primo esercito inviato a catturarlo, sotto la guida del generale Atoc.

## Guerra civile
Nel primo scontro gli eserciti di Quito esordirono subendo una severa sconfitta.
Ma i generali di Atahualpa, Quizquiz e Chalcochima, veterani di tante battaglie, riuscirono in breve a rovesciare la situazione e a portare la guerra entro i confini stessi dell'impero degli Inca.
Il conflitto fu oltremodo cruento: le pianure, luoghi delle battaglie, furono coperte dalle ossa dei soldati caduti, a testimonianza delle perdite in vite umane da entrambe le parti.
Huascar non sembrò capire pienamente la situazione e si intestardì in una tattica avventata. Ad ogni sconfitta ricostituiva in fretta una nuova armata per rispondere all'avanzata dell'avversario, che puntualmente sgominava il nuovo esercito.

Solo quando le armate di Quito furono a ridosso di Cuzco si rese conto della drammaticità della situazione e si sforzò di mobilitare tutto l'impero per costituire una forza che risultasse numericamente preponderante.
Era quasi riuscito nell'intento, ma la sorte non fu dalla sua parte. Improvvisatosi comandante supremo, si spinse audacemente incontro al nemico con le insegne spiegate. Ma venne riconosciuto da Chalcochima, generale di Atahualpa. L'accorto militare, tralasciando il campo centrale della battaglia, concentrò tutte le sue truppe sul luogo dove Huascar dirigeva i suoi soldati e, con un audace colpo di mano, riuscì a catturarlo vivo.
La guerra era finita e agli eserciti di Quito non restò che entrare trionfanti a Cuzco, che peraltro fu risparmiata dal saccheggio. La stessa magnanimità non fu però riservata ai fedeli di Huascar, che furono trucidati a centinaia, mentre lo stesso sventurato sovrano dovette sopportare oltraggi e umiliazioni, e a vedere le proprie mogli e i figli trucidati davanti a sé.
Gli Spagnoli erano frattanto entrati in Perù.

## La fine del Regno

### L'ambasceria di Hernando de Soto
Durante le ultime fasi della guerra, Atahualpa era rimasto lontano dalla zona delle operazioni. Non si trattava di un eccesso di prudenza, ma piuttosto di un'accorta strategia, in quanto i territori conquistati dalle sue armate andavano controllati. Ad ogni battaglia vittoriosa, Quizquiz e Calicuchima si avvicinavano sempre più alla capitale dell'impero, ma si lasciavano dietro vaste zone ostili che avrebbero potuto sollevarsi, compromettendo la loro sicurezza.

Per evitare sorprese, un potente esercito comandato da Atahualpa in persona, con l'ausilio di Rumiñahui, uno dei suoi generali più esperti (e, secondo alcuni autori, suo primo cugino), provvedeva a guardare loro le spalle presidiando i territori appena conquistati.
Quando gli giunse la notizia della vittoria finale, Atahualpa non mostrò troppo desiderio di recarsi subito nella capitale espugnata. Forse temeva che la guerra potesse ancora serbare delle sorprese, oppure non voleva trovarsi personalmente coinvolto nella sanguinosa epurazione che i suoi generali stavano ultimando.
Vi era anche un altro motivo che gli consigliava di non lasciare sguarnite le frontiere del Nord. Era stato infatti avvertito dell'arrivo di strane genti, giunte dal mare su enormi case galleggianti che stavano soggiogando le zone costiere. I resoconti parlavano di una razza straniera, bianca e barbuta, con strani bastoni lucenti che provocavano il tuono e la folgore e con ancora più strani ed enormi animali dai piedi di argento. La fantasia degli indigeni aveva tradotto così l'immagine degli archibugi e dei cavalli provvisti di ferri agli zoccoli.
Il sovrano Inca aveva cercato di ottenere informazioni più precise al riguardo, inviando degli esploratori e chiedendo ai capi locali delle relazioni sulla situazione.

I suoi informatori lo avevano tranquillizzato. Innanzitutto non si trattava di divinità, come si era in un primo momento supposto, in quanto i nuovi venuti, per strani che fossero, si comportavano in tutto e per tutto come degli uomini normali: avevano fame, sete e non erano in grado di fare dei miracoli.
Quanto alla loro pericolosità, si poteva stare tranquilli. Erano pochissimi, poco più di un centinaio, e le loro armi non erano così micidiali come si era temuto. I bastoni di argento dovevano essere armati ogni volta, con grande lentezza e non erano più precisi di una buona freccia. Anche i loro animali non erano poi così temibili perché non potevano agire di notte e non uccidevano nessuno. Si pensava che fossero necessari ai loro padroni per spostarsi, in quanto questi ultimi erano troppo deboli per farlo da soli.
Atahualpa, ingannato da questi resoconti, decise di attendere gli stranieri a Cajamarca, dove si sentiva al sicuro, protetto com'era da circa 80.000 uomini in armi.
La marcia degli Spagnoli sarebbe stata molto difficile, se non addirittura impossibile, se l'Inca avesse deciso di attaccarli lungo la strada. Il cammino per giungere a Cajamarca si snodava infatti su ripidi sentieri lungo le pendici delle Ande, dove i cavalli sarebbero stati inutilizzabili e dove un pugno di guerrieri avrebbe potuto annientare qualsiasi avversario in una delle numerose gole che si trovavano nel cammino.
Francisco Pizarro, che era partito dalla città di San Miguel, primo nucleo spagnolo in Perù, nelle pianure di Piura, poté invece giungere indisturbato a Cajamarca il 15 novembre 1532.
L'Inca stava profittando dei bagni di una zona termale prossima alla città.
Pizarro mandò da lui un contingente sotto la guida di Hernando de Soto e successivamente aumentò la consistenza di questo drappello unendolo a un altro gruppo di soldati, comandati dal fratello Hernando Pizarro. I due cavalieri furono ammessi alla presenza di Atahualpa, ma non poterono parlargli direttamente in quanto il sovrano, che teneva lo sguardo ostentatamente abbassato, fece conoscere la sua volontà solo a mezzo di un dignitario. Venne comunque offerto loro da bere della chicha in calici d'oro e gli Spagnoli approfittarono di questo favore per invitare a loro volta Atahualpa a recarsi a Cajamarca, per un incontro a cena con il loro comandante. Dapprima ottennero solo un rifiuto, motivato dalla scusa di un rito di digiuno che doveva essere completato, ma Atahualpa ebbe infine un ripensamento e si ripromise di fare visita agli stranieri l'indomani.
Al momento del commiato, Hernando de Soto, che aveva notato la curiosità con cui il sovrano guardava il suo cavallo, ebbe un'idea. Facendo caracollare il suo destriero improvvisò una specie di carica puntando uno squadrone di soldati. Questi ultimi arretrarono per lo spavento, ma quando il cavaliere, tornato indietro, arrestò l'animale ad un passo da Atahualpa, questi non batté ciglio.
Il capitano spagnolo non sapeva di aver condannato a morte, con il suo gesto, i soldati che aveva impaurito. Appena egli ed Hernando furono partiti, il sovrano Inca, infatti, fece mettere a morte tutto lo squadrone per la codardia dimostrata.
Il giorno dopo Atahualpa, sul far della sera, arrivò a Cajamarca, scortato da numerosi sudditi disarmati, ma al momento di entrare in città ebbe un'esitazione e si arrestò. Pizarro inviò allora uno spagnolo che conosceva alcune parole di quechua; quest'ultimo riuscì a convincerlo ad entrare con il suo seguito nella piazza principale. Si fece allora avanti un frate, Vicente de Valverde, assieme ad un interprete locale, Felipillo.
Vicente de Valverde si presentò come uomo mandato da Dio, dicendo ad Atahualpa che il Papa aveva inviato gli spagnoli nelle loro terre perché potessero convertirsi al Cristianesimo, e per questo motivo gli Inca avrebbero dovuto riconoscere l'autorità di re Carlo I di Spagna.
Il suo discorso era una formula stereotipata dell'epoca, detta Requerimiento, che la Spagna faceva pronunciare ai suoi soldati per richiedere agli abitanti originari la sudditanza, prima di imporla con le proprie armi.
Atahualpa ovviamente rispose che non sarebbe stato il tributario di nessuno e chiese da quale potere derivasse una simile pretesa. Il frate gli mostrò una Bibbia. Atahualpa la prese e se l'accostò all'orecchio come per ascoltare, poi, non sentendo alcun suono, disinteressato buttò il libro per terra e richiese, a sua volta, una spiegazione sulla presenza degli spagnoli all'interno dell'Impero Inca. Valverde si limitò a raccogliere la Bibbia e corse a riferire a Pizarro l'accaduto, parlando di Atahualpa come di un "cane orgoglioso".

### La battaglia di Cajamarca

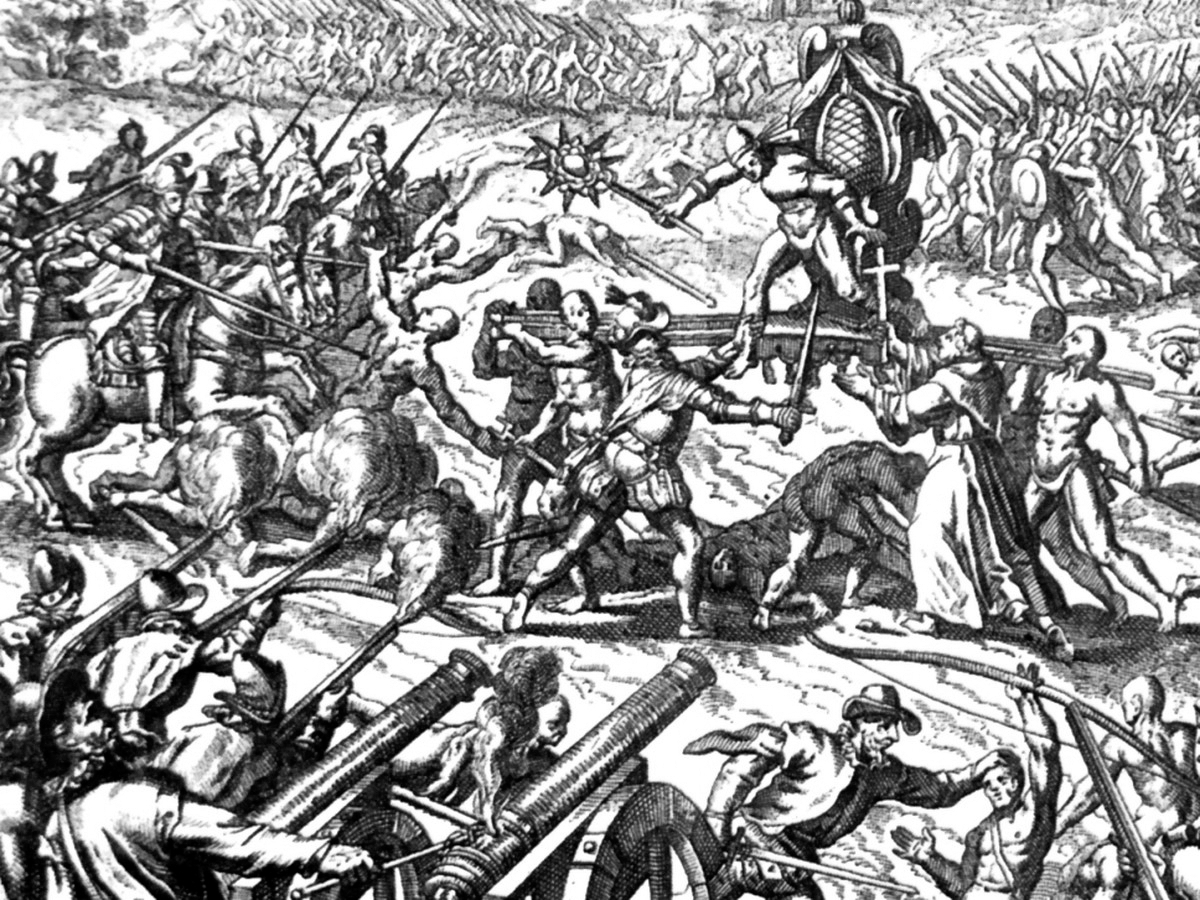
La battaglia di Cajamarca, in un'incisione di Johann Theodor de Bry

Vicente de Valverde, tornato a rapporto da Pizarro, non si era limitato ad esternare il sospetto di un imminente attacco degli uomini di Atahualpa. Il frate aveva incitato il comandante spagnolo ad ordinare l'attacco ai suoi soldati, nascosti nei dintorni della piazza principale.
Valverde aveva cercato di trasmettere a Pizarro la stessa profonda indignazione che lui stesso aveva provato nell'aver visto le sacre scritture oltraggiate e gettate per terra. Il comandante spagnolo, da parte sua, non aveva alcun bisogno di essere incitato. Dalla sera prima aveva accuratamente preparato l'agguato, consapevole che l'unica possibilità di successo era rappresentata dalla cattura del sovrano nemico, come le vicende del Messico avevano dimostrato.
Mentre Valverde impartiva una preventiva assoluzione ai soldati per i crimini che avrebbero commesso, Pizarro diede l'ordine dell'attacco. Le squadre spagnole, rimaste fino allora defilate ai lati della piazza, uscirono, brandendo le loro spade di acciaio e imbracciando, alcuni, le poche armi da fuoco in dotazione, mentre l'artigliere Pedro de Candia faceva tuonare le poche colubrine di cui era provvisto il minuscolo esercito. Gli uomini di Atahualpa, disarmati, furono nettamente presi alla sprovvista e rimasero spaventati dal fragore degli archibugi e dell'artiglieria spagnola.
Non si trattò di una vera battaglia, ma piuttosto di una carneficina. I soldati spagnoli, seppure in netta minoranza, grazie alle loro armi tecnologicamente superiori e all'effetto sorpresa, uccisero migliaia di inca. Ad un certo punto gli amerindi, alla ricerca disperata di una via di fuga, si ammassarono contro il muro di cinta che delimitava la piazza e, con la loro pressione, lo fecero cadere. Tutti cercarono di salvarsi attraverso l'insperata breccia, ma gli Spagnoli a cavallo li inseguirono per la pianura proseguendo la strage. Il numero dei morti è ancora controverso, ma la cifra più attendibile raggiunge il numero di 5.000 indigeni. Un numero enorme pensando che gli Spagnoli combattenti erano circa 160.
Durante la battaglia Atahualpa era rimasto al centro della piazza, in piedi sulla sua lettiga sorretta dai suoi nobili più fedeli. Gli Spagnoli cercavano di catturarlo, ma si trovavano davanti ad un muro umano che impediva loro i movimenti. Incuranti delle perdite, i nobili inca rimpiazzavano prontamente i caduti e sempre nuovi portatori sostenevano la lettiga del sovrano. Pizarro riuscì infine a raggiungerlo e ad afferrarlo ad una gamba, appena in tempo per parare la coltellata di un soldato spagnolo che eccitato cercava di colpire Atahualpa. L'Inca venne così trascinato fuori della mischia e imprigionato nel luogo di culto della città, cioè nel Tempio del Sole.
Pizarro seguì il suo regale prigioniero tamponandosi alla meglio il braccio colpito. Il Capitano risultò l'unico ferito spagnolo nella battaglia di Cajamarca.

### Il riscatto di Atahualpa

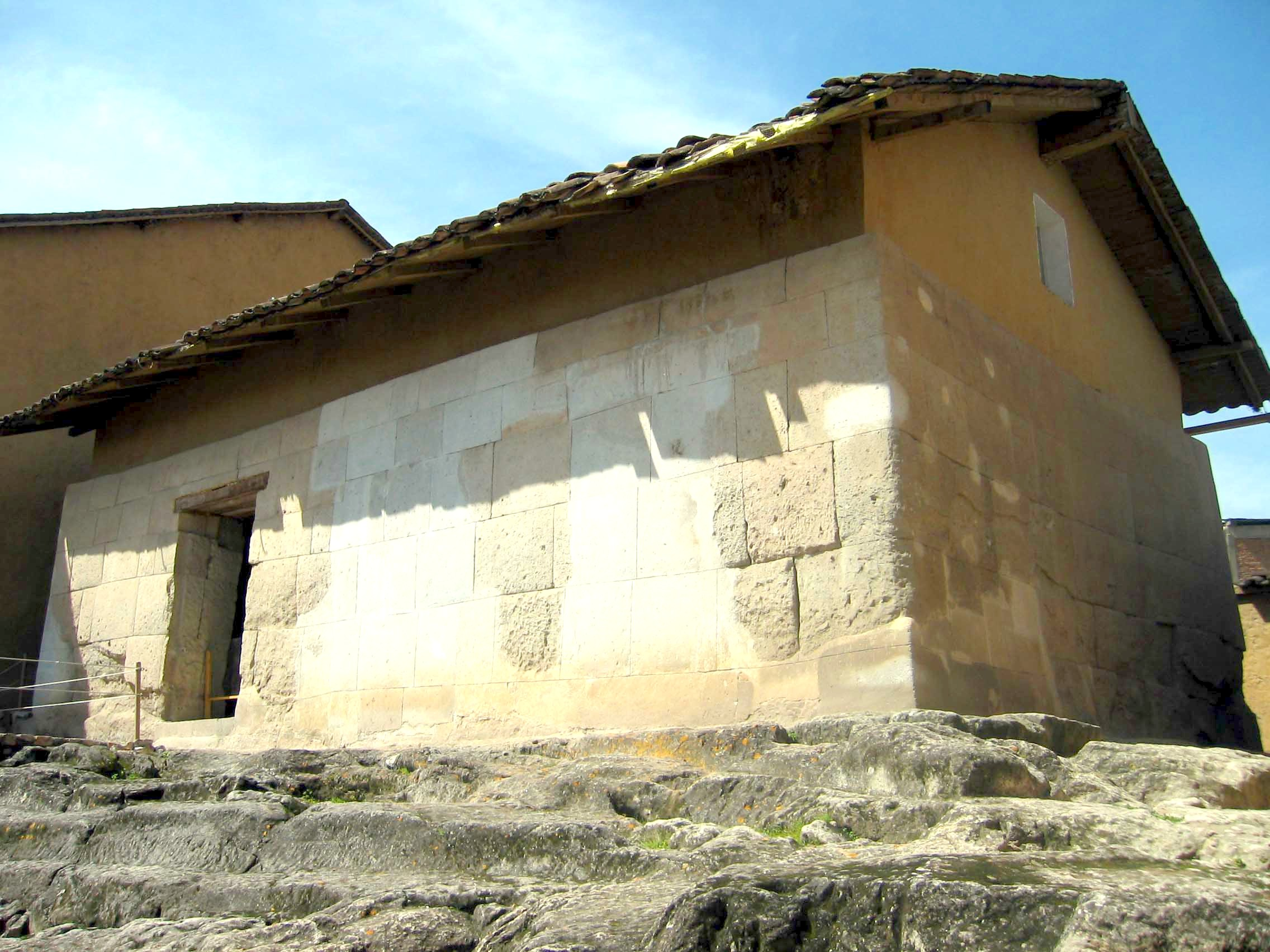
El cuarto del rescate, la casa del riscatto di Atahualpa

Superato l'iniziale sgomento, il sovrano Inca, che aveva temuto per la propria vita, incominciò a progettare soluzioni per riguadagnare la libertà. Atahualpa si era accorto della cupidigia con cui Francisco Pizarro guardava i numerosi manufatti d'oro e d'argento e di pietre preziose degli Inca e pensò di poter trarre ulteriore profitto alla situazione: disse al comandante spagnolo che, in cambio della propria libertà, avrebbe fatto riempire di metalli preziosi la stanza in cui era imprigionato fino a dove la mano potesse toccarli.
Pizarro, seppure incredulo, accettò la sua offerta e fece addirittura stilare un regolare contratto dal notaio della spedizione, impegnandosi a liberare il suo regale prigioniero se la promessa fosse stata mantenuta.
In realtà non aveva nessuna intenzione di rilasciarlo, ma l'Inca imprigionato, pago delle sue assicurazioni, diede ordine ai suoi dignitari di portare tutto l'oro e l'argento necessari al riscatto pattuito.
In breve, numerosi carichi di metalli preziosi presero a confluire a Cajamarca, tra lo stupore degli Spagnoli che avevano fino ad allora dubitato dell'effettivo potere del loro prigioniero.
Quando l'oro e l'argento sarebbero stati fusi in lingotti, il loro valore avrebbe sorpreso anche i più ottimisti.
A Pizarro sarebbero toccati 2.350 marcos d'argento e 57.220 pesos d'oro. Agli altri cavalieri 362 marcos d'argento e 8.880 pesos d'oro. Ai più umili fanti, solamente, si fa per dire, 135 marcos d'argento e 3330 pesos d'oro, cioè una vera fortuna per l'epoca.
L'atto di ripartizione del riscatto è stato ritrovato e stampato da Quintana nella sua opera Francisco Pizarro e risulta assai utile per le ricerche storiche su questo evento, non tanto per la particolareggiata elencazione delle somme attribuite a ciascuno, quanto per il completo ed esaustivo elenco dei conquistadores presenti a Cajamarca.

### La prigionia
In attesa che il pagamento del riscatto fosse completato, Atahualpa dovette adeguarsi alla sua nuova condizione di prigioniero. Gli Spagnoli, riconoscendo il suo rango, gli permisero di tenere una piccola Corte in Cajamarca, pur sorvegliando attentamente i suoi movimenti.
Alcuni dei Conquistadores presero a frequentare i quartieri dell'imperatore e divennero intimi con lui, osservandone abitudini ed usanze. Dai loro resoconti possiamo farci un'idea di quale fosse la vita di un sovrano Inca, anche se la condizione di ristrettezza di Atahualpa non era minimamente paragonabile alla magnificenza in cui era, solitamente, abituato ad agire.

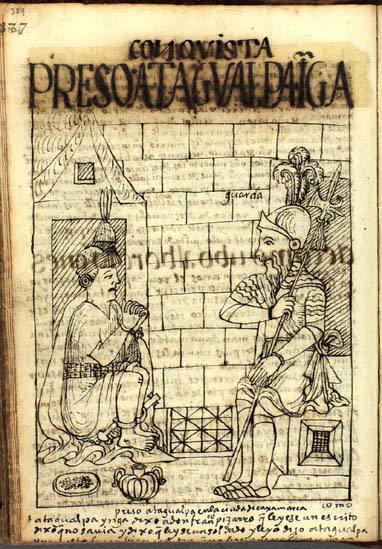
Atahualpa prigioniero (Guaman Poma de Ayala)

Il sovrano Inca era servito dalle sue concubine e da una in particolare che mutava, però, ogni settimana. Non portava mai due volte lo stesso abito e lo cambiava anche più volte nella stessa giornata, se si fosse sporcato o macchiato. Gli indumenti smessi venivano conservati in una cassa ed erano bruciati ad intervalli regolari. La stessa cosa avveniva per i capelli caduti o per le unghie tagliate. Questa usanza era dovuta alla superstizione e al timore di una possibile fattura malefica nei suoi riguardi. Mangiava da solo, seduto su un basso sgabello, servito da una delle sue donne.
Qualunque dei suoi sudditi venisse ammesso alla sua presenza doveva presentarsi scalzo, con un fardello sulle spalle e tenere gli occhi bassi.
Atahualpa era dotato di notevole intelligenza e impressionò vivamente gli Spagnoli per l'abilità con cui apprese il gioco dei dadi e quello ancor più difficile degli scacchi. Si dimostrò assai interessato alla scrittura e ascoltò con profonda attenzione la storia della nazione spagnola.
Era un uomo poco più che trentenne, di corporatura robusta e di media statura, ben proporzionato e giudicato attraente. I suoi lineamenti erano angolosi, ma regolari. Aveva uno sguardo fiero e penetrante, ma i suoi occhi erano iniettati di sangue. Uno dei suoi lobi auricolari era lacerato, vuoi per una ferita in battaglia, vuoi, come sussurravano voci maligne, per una vicenda amorosa.
Una volta fu visto bere la chicha in un teschio ornato d'oro e, interrogato sul significato di quel macabro trofeo, riferì che si trattava del cranio di un suo fratello che aveva giurato di bere nel suo e che, invece, era stato sconfitto.
Richiesto di che cosa avrebbe fatto se avesse vinto la battaglia con gli Spagnoli, rispose, candidamente, che ne avrebbe salvato alcuni, il barbiere e il fabbro per primi e che, tranne pochi altri da sacrificare ai suoi dei, avrebbe fatto castrare i rimanenti per destinarli alla guardia del suo harem.
Non stupisce che, se pur imprigionato, il sovrano Inca non sia stato inoperoso quando si trattò di regolare la questione con il fratello Huáscar che, seppure in ceppi, cercava di mettersi in contatto con le truppe spagnole che, da parte loro, erano desiderose di incontrarlo. Dietro suo ordine, i suoi seguaci eliminarono il deposto sovrano del Cuzco, affogandolo nel fiume vicino alla città di Andamarca in cui era imprigionato. Assieme a lui furono soppressi i suoi dignitari superstiti, la regina consorte e la di lui madre.

### Il processo
Il versamento dell'immenso riscatto non era destinato a permettere ad Atahualpa di riconquistare l'agognata libertà.
Il timore di una sollevazione degli indigeni a lui fedeli infondeva un odio profondo verso la sua persona ritenuta la possibile origine di tutti i guai paventati dalla truppa ignorante.
Pizarro stesso era combattuto tra il desiderio di onorare la parola data e la preoccupazione di salvaguardare l'integrità della spedizione.
Per la verità, alcuni capitani, tra tutti Hernando de Soto, richiamandosi al senso dell'onore, avrebbero voluto tenere fede alla promessa di liberare l'augusto prigioniero o almeno di trasferirlo in Spagna per essere giudicato dall'Imperatore in persona.
Sembra che la volontà di Pizarro si sia infine piegata davanti alle insistenze di Vicente de Valverde e di Riquelme, il tesoriere della Corona. Mentre de Soto era lontano per una missione esplorativa, quanto mai opportuna, la sorte di Atahualpa fu compiuta e Pizarro si piegò di fronte alla volontà dei suoi uomini, decretandone la morte sul rogo. Garcilaso Inca de la Vega ci ha tramandato un racconto in cui figurerebbe un vero e proprio processo a carico di Atahualpa. Secondo la sua narrazione, l'Inca sarebbe stato accusato di tradimento e sottoposto a giudizio, sotto l'accusa di ben dodici imputazioni, per la verità piuttosto risibili. Il giudizio sarebbe stato condotto secondo tutti i crismi della legalità e non sarebbero mancati gli interventi di accusatori e difensori, in ossequio alle procedure forensi dell'epoca.
La storiografia moderna ha, peraltro, rigettato questa ipotesi evidenziando tutta una serie di contraddizioni. Oggi, sembra chiaramente accreditata la versione di un giudizio emesso da un consiglio ristretto di capitani, senza alcuna formalità evidente.

### L'uccisione

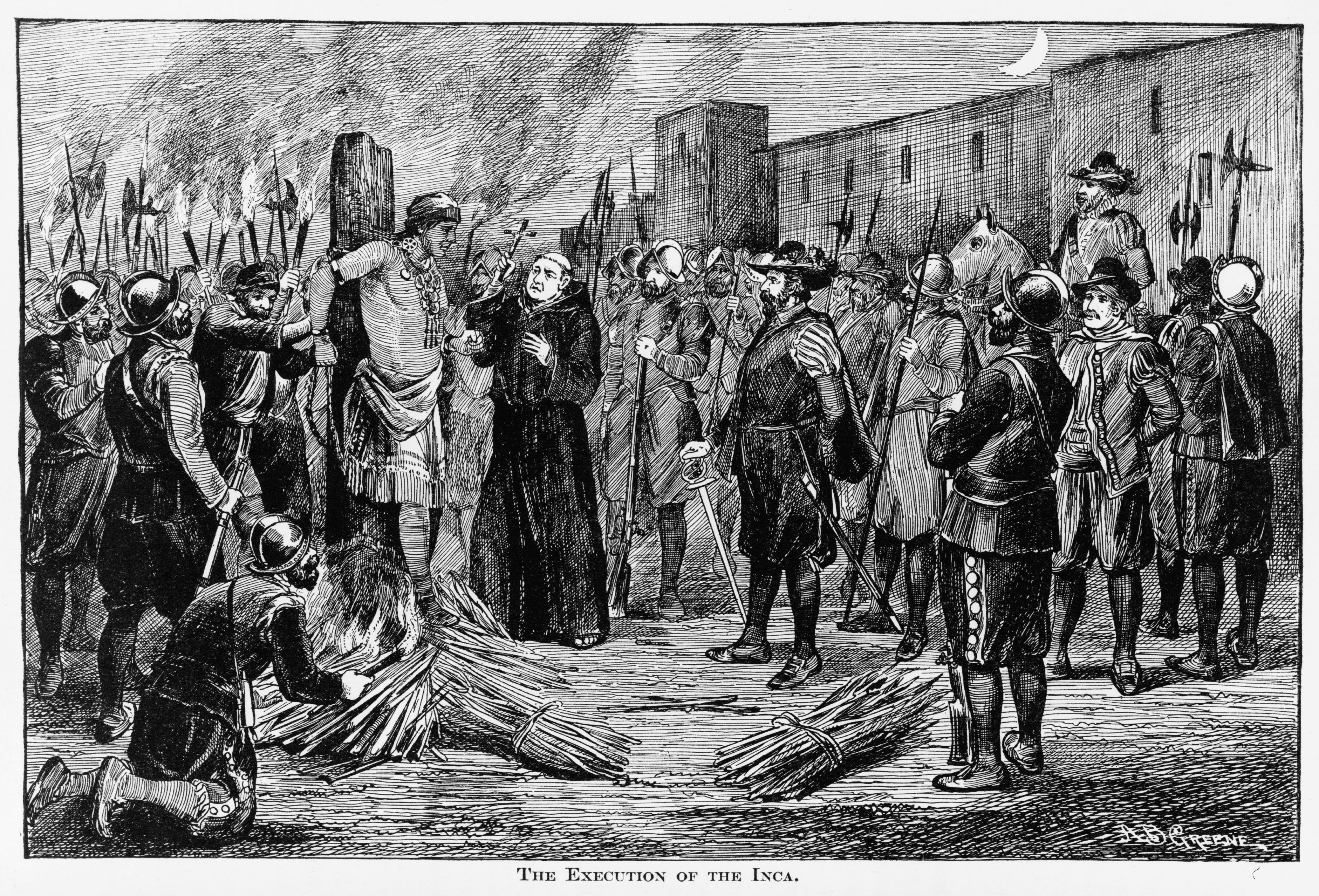
Uccisione di Atahualpa

Il frate Vicente de Valverde, che non aveva mai cessato di cercare di convertirlo alla religione cristiana, gli disse che se si fosse convertito al cattolicesimo e si fosse fatto battezzare, la sua pena sarebbe stata commutata. Sempre di morte si sarebbe trattato, ma la sentenza non sarebbe stata eseguita sul rogo. La religione inca aborriva la distruzione del cadavere che si riteneva non avrebbe permesso di conseguire l'immortalità e la proposta trovò l'immediata adesione del condannato. Atahualpa venne così battezzato col nome di Francisco e, invece di essere bruciato sul rogo, venne giustiziato mediante garrota come un comune criminale; quella stessa notte, migliaia di suoi sudditi si tagliarono le vene per seguirlo nell'aldilà.
Quando de Soto, al ritorno dalla sua spedizione, fu messo di fronte al fatto compiuto, ebbe una reazione indignata e si riservò di comunicare all'Imperatore la reale portata degli eventi. Di fronte alle sue minacce, tutti i maggiori protagonisti della vicenda legata alla morte di Atahualpa cercarono di sminuire le proprie responsabilità, accusandosi l'un l'altro, in uno squallido spettacolo di meschina ipocrisia.
Atahualpa fu giustiziato il 26 luglio 1533, anche se per molti anni, seguendo la cronica di Juan de Velasco, la data della sua morte viene più considerata quella del 29 agosto. Si deve allo storico Raoul Porras Barrenechea il merito di aver ricostruito l'esatta cronologia degli avvenimenti.
Venne sepolto nella piccola chiesa improvvisata dagli spagnoli in Cajamarca, ma dopo la partenza delle truppe europee gli indigeni prelevarono il suo cadavere e lo portarono a Quito, per inumarlo in un sepolcro rimasto sconosciuto fino ai giorni nostri.
Dopo la sua morte, il Tawantinsuyu fu governato dal giovane fratello Tupac Huallpa e successivamente dall'altro fratello Manco Inca Yupanqui. Comunque, dopo la sua scomparsa era ancora lontana la conquista definitiva dell'intero Perù, perché Atahuallpa in vita aveva ordinato di non attaccare gli Spagnoli ma con la sua morte questo salvacondotto sparì e iniziarono le battaglie con l'esercito inca.

## Discendenza di Atahualpa
Alcuni dei figli di Atahuallpa, residenti a Quito, poterono sopravvivere al loro augusto genitore. 
In un primo momento erano stati imprigionati da Rumiñahui che, approfittando dell'anarchia che aveva sconvolto il regno, aveva tentato di usurpare il trono, ma, successivamente, furono liberati dagli Spagnoli.
Tre ragazzi, Diego Illaquita, Francisco Illaquita e Juan Ninancoro e due fanciulle, di cui si ignora il nome, vennero affidati ai domenicani che si erano, nel frattempo, installati nel Cusco, affinché provvedessero alla loro educazione.
Il domenicano Domingo de Santo Tomas, l'autore della prima grammatica quechua e del primo dizionario quechua-castigliano, si appassionò alla loro sorte ed ottenne, per loro, dalla Corona una piccola rendita sufficiente appena a garantire una esistenza decorosa.
Altri tre fanciulli, Carlos, Francisco e Felipe, vennero invece cresciuti in un convento francescano di Quito. Anche per questi la Corona concesse delle elargizioni. Carlos ricevette una encomienda, Francisco, meglio conosciuto come Francisco Tupac Atauchi, poté godere di una rendita annua, Felipe, invece, morì giovanissimo.

## Legittimità del titolo di Inca supremo
Gli storici si interrogano tuttora sulla opportunità di considerare Atahualpa un legittimo imperatore inca. In primis occorre considerare che l'attribuzione della carica necessitava di una sorta di investitura e del riconoscimento da parte delle Panaca del Cuzco e degli Ayllos custodi.
È indubbio che Atahualpa non ottemperò a questa tassativa prescrizione.
Il principe, tuttavia, si fece incoronare, durante la guerra civile, in un palazzo, appositamente costruito, nella provincia di Carangue, con tutte le formalità previste ed alla presenza dei rappresentanti di tutte le Panaca del Cuzco a lui fedeli. Ovviamente non erano presenti i capi delle famiglie a lui ostili e, segnatamente, quelli del Capac Ayllo, discendenti da Tupac Inca Yupanqui.
In quell'occasione Atahualpa cambiò il suo nome in quello di Caccha Pachacuti Inca Yupanqui Inca, dove "Caccha" è l'appellativo di un dio delle battaglie e gli altri epiteti richiamano il nono sovrano della dinastia, il "riformatore del mondo", Pachacútec, mentre l'ultimo termine di "Inca" serve a rafforzare la sua condizione di sovrano assoluto.
È evidente che Atahualpa intendeva riformare tutto l'impero e porsi come il fondatore di una nuova era. In questa ipotesi è probabile che, lui stesso, non si sarebbe preoccupato di avallare, successivamente, il suo potere nella capitale con delle cerimonie che riteneva ormai desuete. Non dimentichiamo, al proposito, che sono ben presenti ai cronisti dell'epoca, le sue intenzioni di spopolare il Cuzco e di ricostruire la capitale imperiale nel Nord del paese.
Alla luce di queste considerazioni non si ritiene che Atahualpa possa essere considerato come appartenente alla dinastia classica degli imperatori Inca, con tutti i presupposti che una simile collocazione comporterebbe. Per i suoi avversari egli era soltanto un usurpatore, per i suoi fedeli, invece, doveva essere considerato il capostipite di una nuova dinastia.

### Testimoni oculari della Conquista
- Ruiz de Arce (Juan) Advertencia... a los sucesores (1543) In COLL. AUSTRAL Madrid 1964
- Estete (Miguel de)
  - Relación del viaje ... desde el pueblo de Caxmalca a Pachacamac. (1533) In Ramusio EINAUDI, Torino 1988
  - Noticia del Peru (1540) In COL. LIBR. DOC. HIST. PERU (2ª serie tomo 8°, Lima 1920)
- Jerez (Francisco de) Verdadera relación de la conquista del Peru (1534) In Ramusio EINAUDI, Torino 1988
- Mena (Cristobal de) Conquista y población del Peru (1534) In Ramusio EINAUDI, Torino 1988
- Pizarro(Hernando) Carta de Hernando Pizarro (1533) In COLL. AUSTRAL Madrid 1964
- Pizarro (Pedro)  Relación del descubrimiento y conquista de los Reynos del peru. (1571) In BIBL. AUT. ESP. (tomo CLVIII, Madrid 1968)
- Sancho de la Hoz (Pedro) Relatione di quel che nel conquisto & pacificatione di queste provincie & successo ... & la prigione del cacique Atabalipa. (1534) In Ramusio EINAUDI, Torino 1988
- Titu Cusi Yupanqui Relación de la conquista del Peru y echos del Inca Manco II (1570) In ATLAS, Madrid 1988
- Trujillo (Diego de) Relación del descubrimiento del Reino del Peru (1571) in COLL. AUSTRAL Madrid 1964

### Altri autori spagnoli dell'epoca
- Betanzos (Juan de) Suma y narración de los Incas (1551) In ATLAS Madrid 1987
- Cabello Balboa (Miguel) Miscélanea antartica. Historia del Perù bajo la dominación de los Incas (1576 -1586) In COL. LIBR. DOC. HIST. PERU (2ª serie tomo II Lima 1920)
- Cieza de Leon (Pedro de) Segunda parte de la crónica del Peru (1551) In COL. CRONICA DE AMERICA (Dastin V. 6°. Madrid 2000)
- Cobo (Bernabé) Historia del Nuevo Mundo (1653) In BIBL. AUT. ESP. Tomi XCI, XCII, Madrid 1956
- Garcilaso (Inca de la Vega)
  - Commentarios reales (1609) Rusconi, Milano 1977
  - La conquista del Peru (1617) BUR, Milano 2001
- Gomara (Francisco Lopez de) Historia general de las Indias (1552) In BIBL. AUT. ESP. (tomo LXII, Madrid 1946)
- Herrera y Tordesillas (Antonio de) Historia general ... (1601 - 1615) In COL. Classicos Tavera (su CD)
- INFORMACIONES	Declaración de los quipocamayos In COL. LIBR. DOC. HIST. PERU (2ª serie, tomo III, Lima 1921)
- INFORMACIONES	Relación del origen e gobierno que los Ingas tuvieron	 In COL. LIBR. DOC. HIST. PERU (2ª serie, tomo III, Lima 1921)
- INFORMACIONES	Informaciones acerca del señorio y gobierno de los Ingas In COL. LIBR. DOC. HIST. PERU (2ª serie, tomo III, Lima 1921)
- Murúa (Fray Martin de) Historia general del Peru (1613) In COLL. CRONICA DE AMERICA Dastin V. 20°. Madrid 2001)
- Naharro (Pedro Ruiz) Relación de los echos de los españoles en el Peru In COL. LIBR. DOC. HIST. PERU (tomo 6°, Lima 1917)
- Oliva (Joan Anello) Historia de los Reinos del Peru (1631)	 P.U.C.P. Lima 1998
- Poma de Ayala (Felipe Guaman)	Nueva coronica y buen gobierno (1584 - 1614) In COL. CRONICA DE AMERICA (Historia 16. V. 29°, 29b, 29c. Madrid 1987)
- Santa Cruz Pachacuti (Yamqui Salcamaygua) Relación de anteguedades de este reino del Peru (1613) In BIBL. AUT. ESP. (tomo CCIX, Madrid 1968)
- Sarmiento de Gamboa (Pedro) Segunda parte de la historia general llamada indica (1572) In BIBL. AUT. ESP. (tomo CXXXV, Madrid 1960)
- Zárate (Agustín de) Historia del descubrimiento y conquista de la provincia del Peru (1555) In BIBL. AUT. ESP. (tomo XXVI, Madrid 1947)

### Opere moderne
- L. Andrade Reimers, Biografia de Atahualpa, Quito 1977
- Benjamin Carrion, Atahualpa, Quito 1999
- P. y A. Costales, El reino de Quito, Quito 1992
- W. Espinosa Soriano Los Incas, Lima 1997
- L. Guzman Palomino, Los Incas - Hurin contra Hanan, Lima 1977
- Franklin Pease G.Y., Los ultimos Incas del Cuzco, Madrid 1991
- Franklin Pease G.Y., Los Incas, Lima 2003
- Liliana Regalado de Hurtado, Sucesion incaica, Lima 1996
- Maria Rostworowski, Historia del Tahuantinsuyo, Lima 1999
- Frank Salomon, Los señores etnicos de Quito en la epoca de los incas, Otavalo 1980
- Alberto Mario Salas, Las armas de la conquista, Buenos Aires 1950
- Juan de Velasco, Historia del reino de Quito, Caracas 1989
- Nathan Wachtel, La visione dei vinti, Torino 1977
- Marius S. Ziolkowski, La guerra de los Wawqui, Quito 1996
- R.T. Zuidema, Etnologia e storia. Cuzco e le strutture dell'impero inca, Torino 1971